# Padrino e madrina
Un padrino e una madrina, nel cattolicesimo e in diverse altre denominazioni cristiane, sono le figure, rispettivamente maschile e femminile, che si affiancano a colui che, bambino o adulto, si appresta a ricevere il Battesimo o la Cresima (chiamato in italiano figlioccio): essi hanno il compito di assisterlo e sostenerne, al fianco dei genitori, l'educazione alla vita cristiana ed eventualmente, nel caso ciò si rendesse necessario, fornirgli supporto materiale.

## Storia
Tertulliano nel suo De Baptismo (200-212 ca; De Baptismo, 18, 11, in PL I, 1221) fa riferimento alla presenza di sponsores durante il rito battesimale, senza però specificare quale sia il loro compito.
In passato era diffuso l'uso secondo cui, al momento di ricevere la confermazione, il cresimando poneva il proprio piede sul piede destro del padrino. Tale rito è poi stato sostituito dal contatto della mano destra del padrino sulla spalla destra del cresimando. 

## Necessità della presenza dei padrini e loro requisiti
Nella Chiesa cattolica la presenza del padrino e della madrina è fortemente auspicata, ma non strettamente necessaria. Qualora essi siano presenti (come attualmente avviene nella maggior parte dei casi) devono essere o un padrino soltanto, o una madrina soltanto, o un padrino e una madrina insieme: non sono dunque ammessi due padrini o madrine dello stesso sesso, né un numero maggiore di padrini e madrine.
Fino al Concilio Vaticano II era prescritto che il padrino della Cresima fosse diverso da quello del Battesimo: oggi, al contrario, è consigliato che sia il medesimo, per meglio sottolineare l'unità dei due sacramenti. Fu sempre disapprovato l'uso di un unico padrino per una serie di cresimandi, in considerazione della speciale funzione del padrino di curare la formazione religiosa del figlioccio. 
Nella Chiesa cattolica i requisiti per poter svolgere il ruolo di padrino e madrina sono: 
1. esser stato designato dal battezzando o dai suoi genitori (o dal parroco se questi sono venuti a mancare);
2. avere l'intenzione di assumere questo incarico;
3. aver compiuto il sedicesimo anno di età (questo requisito è dispensabile dal parroco);
4. essere cattolico/a;
5. aver ricevuto i sacramenti del battesimo, della confermazione e dell'eucaristia;
6. non essere oggetto di nessuna pena canonica, inflitta o dichiarata;
7. non essere madre o padre del battezzando o del cresimando;
8. condurre una vita conforme alla fede e all'incarico che assume (in particolare non convivente e/o non divorziato).

Quest'ultimo requisito, nel Codice Piano Benedettino e fino alla riforma canonica del 1983, era espresso con l'esclusione dal ruolo di padrino e madrina di coloro che erano macchiati dal peccato di infamia, vale a dire coloro che erano considerati pubblici peccatori (artt. 765-767).
Fino all'entrata in vigore del nuovo Codice di diritto canonico nel 1983, in occasione della cresima gli uomini erano accompagnati all'altare da un padrino, mentre le donne da una madrina. Tale uso derivava dal fatto che tra padrino e madrina e figlioccio nasceva la cognatio spiritualis, una sorta di parentela spirituale che avrebbe costituito impedimento dirimente per un ipotetico futuro matrimonio.
Dal 1983, nella chiesa di rito romano la cognatio spiritualis non è più considerata un impedimento al matrimonio. Pertanto è possibile scegliere un padrino o una madrina indipendentemente dal proprio sesso.
Nel novembre 2023 monsignor Mario Vaccari, vescovo di Massa Carrara - Pontremoli, ha sospeso in via sperimentale per tre anni il ruolo di padrino e madrina nel Battesimo e nella Cresima. Poiché questo ruolo non dovrebbe limitarsi alla mera presenza durante il rito liturgico, in futuro esso potrebbe essere ricoperto da parroci, diaconi, catechisti o referenti locali che abbiano ricevuto i tre sacramenti dell'iniziazione cristiana, appartengano alla Chiesa cattolica, siano quindi sufficientemente maturi, spiritualmente idonei e moralmente degni di sostenere il battezzando e il cresimando nel suo cammino di fede.

### Procura
Il precedente Codice di diritto canonico imponeva a padrino e madrina l'obbligo di toccare fisicamente il battezzando e il cresimando durante la ricezione del sacramento; se padrino e madrina non potevano farlo di persona, potevano essere sostituiti da un procuratore. Oggi è decaduto l'obbligo di toccare la persona che sta ricevendo il sacramento, per questo il nuovo Codice non parla più di padrino e madrina per procura: tuttavia questa possibilità, non essendo stata esplicitamente vietata, è da considerarsi ancora fruibile.